# 馬吉爾鉗
馬吉爾鉗（英文：Magill forceps）是一種彎曲的鉗子，可用於在直視下導引將氣管內管放入喉部，或將鼻胃管导入食道。 也可用於移除口咽內異物。 其乃依照生於愛爾蘭的麻醉醫師伊凡·馬吉爾（英文：Ivan_Magill ）而命名。 